# Yeşiltepe, Dereli
Yeşiltepe là một xã thuộc huyện Dereli, tỉnh Giresun, Thổ Nhĩ Kỳ. Dân số thời điểm năm 2011 là 206 người.